# Current Chemistry Letters
Current Chemistry Letters ist eine open-access Fachzeitschrift mit Artikeln über Forschung in der Chemie. Herausgegeben werden die Current Chemistry Letters von Growing Science. Aktuelle Chemistry Letters werden von Chemical Abstracts, Index Copernicus International, Directory of Open Access Journals und Crossref indexiert. Oleh M. Demchuk und Reza Naimi-Jamal sind derzeit die Chefredakteure (Editor-in-chief) der Zeitschrift.